# Cristiane Rozeira de Souza Silva
Cristiane Rozeira de Souza Silva, nota semplicemente come Cristiane (Osasco, 15 maggio 1985), è una calciatrice brasiliana, attaccante del Santos e della nazionale brasiliana.

## Carriera

### Nazionale
Cristiane viene convocata dalla Federazione calcistica del Brasile (Confederação Brasileira de Futebol - CBF) a partire dal 2000, inizialmente per vestire la maglia della formazione Under-19 impegnata nel Mondiale di Canada 2002, il primo organizzato dalla FIFA per la categoria, dove, appena quindicenne, condivide con le compagne il percorso della propria nazionale che raggiunge il quarto posto nel torneo, sconfitta nella finalina dalla Germania solo ai tiri di rigore dopo che i tempi regolamentari si erano conclusi sull'1-1 e dove la brasiliana aveva aperto le marcature al 33'. Viene nuovamente convocata al Mondiale di Thailandia 2004, dove Cristiane sigla 3 reti e il Brasile bissa il risultato di due anni prima, raggiungendo il quarto posto sconfitta per 3-0 nella finalina dagli Stati Uniti.
Le qualità espresse dalla giocatrice convincono il Commissario tecnico Gonçalves a chiamarla nella nazionale maggiore, inserendola nella rosa delle 20 convocate per il Mondiale degli Stati Uniti 2003.

## Palmarès

### Club

#### Competizioni nazionali
- Campionato tedesco: 1

Turbine Potsdam: 2005-2006
- Coppa del Brasile femminile: 1

Santos: 2009
- Coppa di Svezia: 1

Linköping: 2008
- Coppa di Germania: 1

Turbine Potsdam: 2005-2006

#### Competizioni internazionali
- Coppa Libertadores (calcio femminile): 2

Santos: 2009, 2010

### Nazionale
- Giochi panamericani: 2

Rio 2007, Toronto 2015
- Campionato sudamericano femminile di calcio: 3

Perù-Ecuador-Argentina 2003, Ecuador 2014, Cile 2018

### Individuali
- All-Star Team: 1

Mondiale Under-19 2004
- Capocannoniere Sudamericano Femenino: 2

2006, 2014
- Capocannoniere delle Olimpiadi: 1

Atene 2004 (5 reti)